# Manuel Basualto
Manuel Jesús Basualto James (Concepción, 22 de abril de 1975) es un baterista chileno. Es conocido principalmente por ser el baterista  de Los Tres desde su reunión en el año 2006, hasta el 2012. Anteriormente, se desempeñó como baterista de Álvaro Henríquez en su etapa solista y ha grabado en discos de otros artistas, utilizando seudónimos.
Es el hermano menor de Mauricio Basualto, el ex baterista de Los Bunkers, y ha sido su reemplazo en algunas actuaciones del grupo, cuando el baterista titular no podía presentarse por motivos de salud, que ahora en este 22 de julio de 2024 su hermano anunció su retiro por el mismo motivo.
Participó en la producción del disco Canción de lejos, segundo álbum de Los Bunkers.
Utiliza baterías Ludwin y Tama. Con Los Tres, usaba una batería "The Modern Drum Shop". Los platillos eran preferentemente Zildjian, específicamente:
- Crash 19 A Custom Zildjian
- Ride 20 K Custom Zildjian
- 19 A custom Projection Crash Zildjian
- Hit-Hat 14 Quick Beats Zildjian.

Ha compartido escenario con destacados músicos Chilenos como Javiera Parra y Jorge González.
- Datos: Q5992402